# ニュージーランド労働党
ニュージーランド労働党（ニュージーランドろうどうとう、英語: New Zealand Labour Party、マオリ語: Rōpū Reipa o Aotearoa）は、ニュージーランドの中道左派、社会民主主義政党。社会主義インターナショナル加盟。ニュージーランド国民党とともにニュージーランドの2大政党の一翼を担っている。

## 歴史
労働組合を組織母体として1910年に誕生。社会民主主義政党として、労働条件の改善や女性の社会進出、高福祉社会や人種の枠を超えた平等社会の実現を主な政策としており、先住民であるマオリ族に対する優遇政策を採っている。またイギリス労働党などと同様、基幹産業の国有化をめざしていた。
1929年の世界恐慌を契機として党支持者が増え、1935年には改革党・統一党による保守連合を破り、初めて政権を獲得した。以後1949年まで長期政権を樹立し、この間に年金・医療保険の給付、公営住宅の供給、マオリの地位向上を推進するなど、福祉国家としての基礎が形成された。1957年から1960年のナッシュ政権、1972年から1975年のカークおよびローリング政権、1984年7月にはロンギ政権がそれぞれ誕生している。ロンギ政権の下では伝統的な社会民主主義路線からの脱却が図られ、大胆な「規制緩和」、公営部門の民営化、貿易の「自由」化などの新自由主義「改革」を行った。これらの政策は、当時アメリカのレーガン政権、イギリスのサッチャー政権、日本の中曽根政権など多くの先進国で行われていた。これにより、ニュージーランドは極めて「規制」の少ない国になった。
しかし、ロジャーノミクスと呼ばれるロンギ政権での改革は労働組合の支持を失い、党内に対立を招き、1989年にはロンギは首相を辞任。1990年には政権を国民党に譲る。「改革」路線はライバルの国民党が政権を獲得しても基本的に受け継がれ、「赤字」だった国家財政も1993年には「黒字」に変わった。
1999年には政権を奪還し、ヘレン・クラークが首相に就任。自由化の行き過ぎにより生じた、貧困の拡大、社会資本の劣化、医療崩壊、福祉レベルの低下などといった問題に対処するため、国営銀行「キーウィ銀行」の設立、ニュージーランド航空への出資、鉄道の一部国有化などを行い、政府による介入を一部復活させている。
2008年の総選挙では議席数を43に減らし、9年ぶりに下野した。また、この選挙での敗北の責任をとり、クラークは党首を辞任した。なお、クラーク政権下で閣外協力党の1つだったニュージーランド・ファースト党はこの選挙で全議席を失った。また2011年の総選挙でもキー首相率いる国民党に及ばず、フィル・ゴフ党首は引責辞任、代わってデビッド・シアラー、2013年にデイヴィッド・カンリフへと党首が交代している。しかしながら2014年の総選挙でも国民党に勝ることはできず、さらに議席を減らすこととなった。そのためにカンリフは引責辞任、代わってアンドリュー・リトルが党首となった。しかし2017年の総選挙を直前に控えても支持率低迷が続いていることの責任を取りリトルは党首を辞任、後任にはジャシンダ・アーダーンが就任し、支持率を回復させた。2017年の総選挙では議席数を上乗せしたものの46議席（得票率36.89％）にとどまった。しかし国民党も過半数を獲得できなかったため連立工作が開始され、10月19日にニュージーランド・ファースト党などと連立政権樹立で合意、9年ぶりの政権交代によって労働党出身の首相が誕生することとなった。
2020年10月17日に行われた総選挙で、労働党は過半数の64議席を獲得。ニュージーランドでは1996年に比例代表制が採用されて以降、与党が単独で過半数を得ることが難しくなっており、圧勝と呼べる勝利となった。しかし2020年に本格化した新型コロナウイルス感染症の流行に対応するため行ったロックダウンや生活費の高騰などが労働党政権に対する国民の不満に繋がり、2023年10月14日に執行された総選挙ではおよそ半減の34議席にとどまり敗北。同年11月27日に国民党党首のクリストファー・ラクソンを首班とする国民党と右派のACT党、ポピュリスト政党のニュージーランド・ファースト党の3党による連立政権が発足し、労働党は6年ぶりに下野した。

## 政策・その他
- ベーシックインカムを導入し、所得に関わりなく、国民全員に対して一律で給付金を支給する[14]。

- アメリカ合衆国との自由貿易実現を政策目標とし、2007年3月22日、ワシントンD.C.でクラーク首相とブッシュ(子)大統領が首脳会談を行った際、自由貿易と安全保障の交渉は決裂し、さらにブッシュ大統領がクラーク首相にプレゼントした「アメリカ・ニュージーランド首脳会議記念帽子」がmade in Chinaであったため、大手メディアに揶揄された。

- 戦後の政権交代のパターンは、時期的にはオーストラリアの保守連合（オーストラリア自由党・オーストラリア国民党）とオーストラリア労働党の政権交代と非常に似ている。

- フランスによるムルロア環礁での核実験に強く反対し続け、またロンギ政権下では核兵器搭載または核推進のアメリカ艦艇の入港を拒否するなど、南太平洋の非核化に積極的となり、太平洋安全保障条約（アンザス条約）に物議を醸した。

## 歴代党首
- 初代 ハリー・ホーランド（1919年 – 1933年）
- 2代 マイケル・ジョゼフ・サベッジ（1933年 – 1940年）（首相在任期間:1935年 - 1940年）
- 3代 ピーター・フレーサー（1940年 – 1950年）（首相在任期間:1940年 - 1949年）
- 4代 ウォルター・ナッシュ（1951年 – 1963年）（首相在任期間:1957年 - 1960年）
- 5代 アーノルド・ノードメイヤー（1963年 – 1965年）
- 6代 ノーマン・カーク（1965年 – 1974年）（首相在任期間:1972年 - 1974年）
- 7代 ビル・ローリング（1974年 – 1982年）（首相在任期間:1974年 - 1975年）
- 8代 デイヴィッド・ロンギ（1982年 – 1989年）（首相在任期間:1984年 - 1989年）
- 9代 ジェフリ・パルマー（1989年 – 1990年）（首相在任期間:1989年 - 1990年）
- 10代 マイク・ムーア（1990年 – 1993年）（首相在任期間:1990年）
- 11代 ヘレン・クラーク（1993年 – 2008年）（首相在任期間:1999年 - 2008年）
- 12代 フィル・ゴフ（2008年 - 2011年）
- 13代 デイヴィッド・シアラー (2011年 - 2013年）
- 14代 デイヴィッド・カンリフ（2013年 - 2014年）
- 15代 アンドリュー・リトル（2014年 - 2017年）
- 16代 ジャシンダ・アーダーン（2017年 - 2023年）（首相在任期間:2017年 - 2023年）
- 17代 クリス・ヒプキンス（2023年 - 現在）（首相在任期間:2023年）